# Bülend Ulusu
Saim Bülend Ulusu (ur. 7 maja 1923 w Stambule, zm. 23 grudnia 2015 tamże) – turecki wojskowy i polityk, admirał, premier Turcji w latach 1980–1983.

## Życiorys
W 1941 ukończył turecką akademię marynarki wojennej Deniz Harp Okulu, uzyskał stopień podporucznika. W 1955 został absolwentem Deniz Harp Enstitüsü, instytutu marynarki wojennej. Służył na różnych tureckich okrętach, a także w sztabie. W 1964 i 1967 otrzymywał pierwsze stopnie admiralskie, w 1970 awansowany na wiceadmirała, a w 1974 na admirała. Pełnił różne funkcje dowódcze w strukturze marynarki wojennej, po ostatnim z awansów był członkiem Najwyższej Rady Wojskowej i podsekretarzem stanu w resorcie obrony narodowej. W latach 1977–1980 zajmował stanowisko dowódcy tureckiej marynarki wojennej, kończąc następnie czynną służbę wojskową.
W tym samym roku doszło do puczu wojskowego. We wrześniu 1980 Bülend Ulusu objął urząd premiera, jego zastępcą dość niespodziewanie został Turgut Özal. Na czele rządu stał do grudnia 1983, odchodząc po przeprowadzonych w tymże roku wyborach. Uzyskał w nich mandat deputowanego do Wielkiego Zgromadzenia Narodowego Turcji z ramienia Milliyetçi Demokrasi Partisi, który wykonywał do 1987. Był później członkiem rady powierniczej uczelni Yeditepe Üniversitesi.

## Życie prywatne
Był żonaty, miał jedno dziecko.